# Киямат Тора
Киямат Тора (заимствование из араб., через татарское кыямат, мар. воскресение из мёртвых) — мужское божество марийского пантеона. Повелитель и судья загробного мира (иногда Кияматом считали первого погребенного на кладбище покойника). В головах умершего ставили три свечи: Киямату, его помощнику Кияматсаусу и самому покойнику, чтобы он благополучно добрался до того света.

## Описание
Возглавлял злых духов; его образ сформировался у марийцев под влиянием мифов ислама: в арабском языке близкие слова означали Судный день, день Страшного суда. Киямат считался судьей умерших. Загробный мир был разделен на светлую и мрачную части. Охраняли его адские собаки (в руки покойника вкладывалась палка, чтобы он мог отогнать собак). К. заставлял умершего проходить по жёрдочке над пропастью с котлом, наполненным кипящей серой: грешник падал в пропасть, оказываясь во мраке ада, хороший человек добирался до светлого мира, где продолжал обычную жизнь (в гроб марийцы клали шёлковую нить, чтобы умерший мог привязать себя к узкому мосту). Бог мог отпустить умершего на ночь на землю, и тот требовал от живых сородичей соблюдения поминальных обрядов (марийцы верили, что умершие сами участвуют в поминках). При похоронах родственники клали на гроб моток ниток и вытаскивали по одной с приговором: «Нас с собой не бери, я вот какую длинную нитку вытянул, не заставь меня умирать не вовремя». С покойным клали и ветки рябины и шиповника — проверенных оберегов от злых духов и псов преисподней.
Он имеет союзника Кияматсаусу.